# 落合リザ
落合 リザ（おちあい りざ、1988年11月30日 - ）は、神奈川県出身のバレリーナ、タレントである。パールダッシュに所属していた。現在トルコ在住。
血液型:B型 身長:163cm。

## 来歴
- 4歳でバレエを始める[2]。
- 2004年：モナコ王立プリンセスグレースバレエアカデミー留学。同年、ヴァルナ国際バレエコンクールJr.代表となる[2]。
- 2005年：アメリカNYジョフリーバレエスクール留学。同年、「オーランド世界バレエコンクール」で最年少ファイナリストとなる[2]。
- 2006年：「エジプト・カイロ国立オペラバレエ団」入団。同年、自らが主宰する「リザバレエスクール」を開設[2]。
- 2009年：同バレエ団にてファースト・ソリストに昇格
- 2010年：「モスクワ・シティバレエ」とプリンシパル契約
- 2012年：カイロ国立オペラバレエ団ファースト・ソリスト。同年9月18日、国家戦略担当大臣より「世界で活躍し『日本』を発信する日本人」感謝状を授与する[3]。
- 2014年 : 上野隆博主宰「トップフィールドダンスセンター」渋谷校のバレエ講師を務める[4]。
- 2017年：トルコ国立オペラバレー団入団、同年３月外務省認定日タイ修好記念公演でバンコクシティバレーにゲスト出演。

## 人物
- 弟が2人いる[5]。
- 元フジテレビアナウンサーの松尾翠、オネェタレントの日出郎と仲が良い[6]。

## 著書
- プリマのバレエ・ストレッチダイエット 2012年10月16日発売（宝島社）ISBN 978-4800201508
- なりきりバレエdeエクササイズ 2014年7月4日発売（主婦と生活社） ISBN 978-4391145076

## TV
- 美美人カフェ 2012年9月22日放送
- notty☆live「学びのコンシェルジュ」2012年10月8日放送
- Girls TV!  2012年10月19日放送
- 神崎二丁目　2012年10月20日放送
- NHK BS1 「ワールドWaveトゥナイト」 2013年1月10日放送（本項出典）
- NHK総合 おはよう日本 2013年1月14日放送（本項出典）
- フジテレビ「Asian Muse ～世界を魅了する日本の美神たち～」2013年2月28日放送
- フジテレビ　「フェルミNo.1決定戦」レア体験トークショー　 2014年5月11日放送
- NHK総合 おはよう日本　2014年5月13日放送
- テレビ東京「ニッポン元気計画! 眠れるスター目覚ましバラエティ“ハックツベリー”」 2015年8月1日放送

2018年8月アイバンサングラスモデル。
フィガロジャパン掲載。

## ラジオ
- J-WAVE MORNING RADIO 2012年2月29日放送
- FM横浜 Futurescape 2012年3月3日放送
- BayFM ThePresen 2012年7月5日放送
- BayFMラジオ『Curious 』2月2日、9日放送

## 雑誌等
- サンケイスポーツ 2012年6月28日発行
- CanCam 2012年10月号
- anan 2012年10月10日発売号
- Audition 2012年11月号
- Audition 2012年12月号
- Zipper 2012年12月号
- SCawaii!! 2013年1月号
- Spring 2013年1月号
- With 2013年2月号